# Królestwo Riukiu

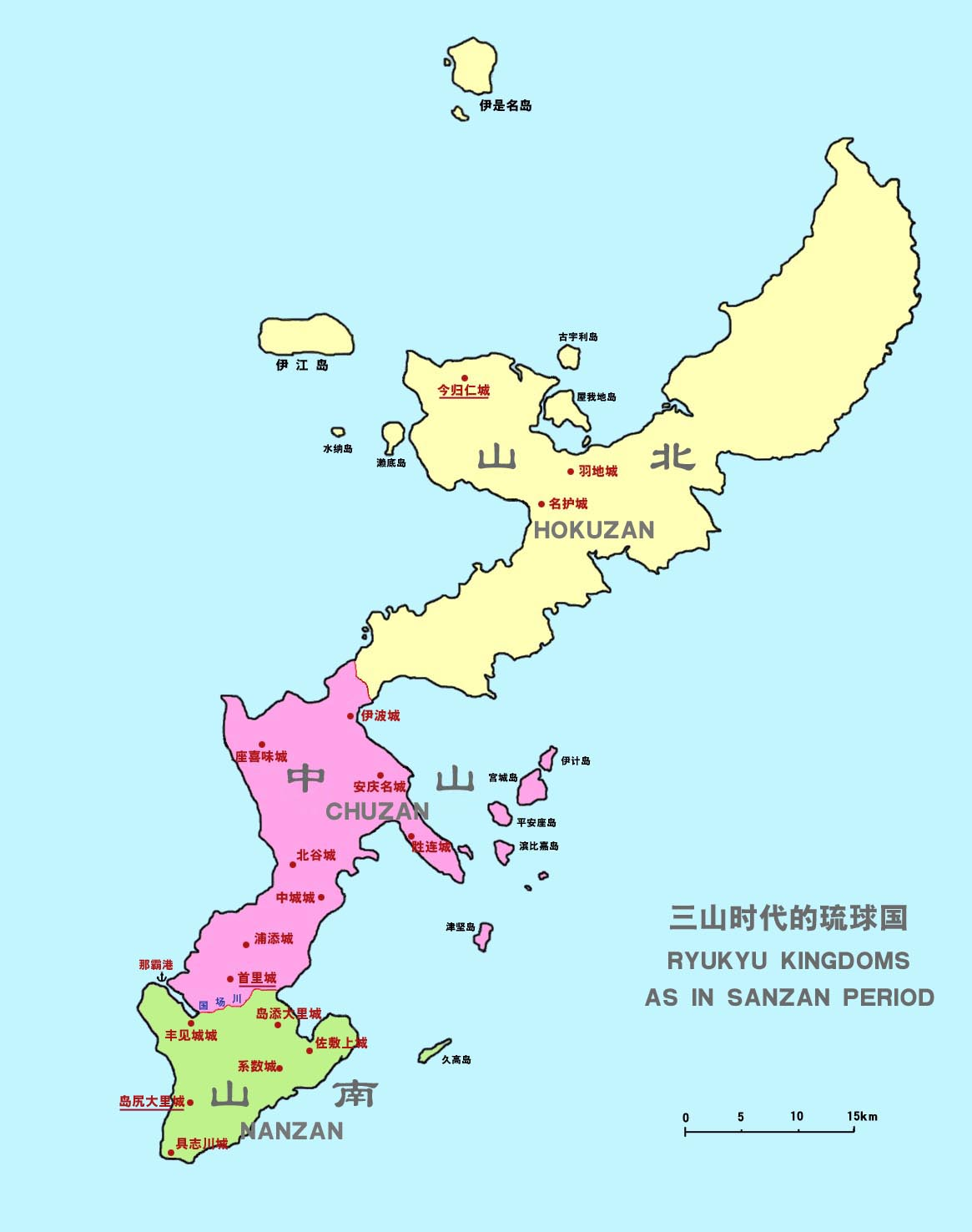
Podział Okinawy na trzy królestwa

Królestwo Riukiu (jap. 琉球王国 Ryūkyū Ōkoku) – historyczne królestwo w Azji, obejmujące większość archipelagu Riukiu.

## Historia
Właściwe początki królestwa łączą się ze zjednoczeniem Okinawy w 1187 roku.
W 1314 roku doszło do rozpadu Okinawy na trzy królestwa: Hokuzan (北山), Chūzan (中山) i Nanzan (南山). W 1416 roku Chūzan podbiło Hokuzan, a w 1429 Nanzan. Zjednoczone królestwo obejmowało Okinawę, Amami Ōshima i wyspy Yaeyama.
W 1609 roku królestwo zostało podbite przez Japonię, która zajęła Amami Ōshima i narzuciła królestwu swoje zwierzchnictwo. W dniu 11 marca 1879 roku królestwo zostało zaanektowane przez Japonię.

## Królowie Riukiu
| Imię         | Kanji    | Lata panowania | Dynastia |
| ------------ | -------- | -------------- | -------- |
| Shunten      | 舜天     | 1187–1237      | Tenson   |
| Shun Bajunki | 舜馬順熈 | 1238–1248      | Tenson   |
| Gihon        | 義本     | 1249–1259      | Tenson   |
| Eiso         | 英祖     | 1260–1299      | Eiso     |
| Taisei       | 大成     | 1300–1308      | Eiso     |
| Eiji         | 英慈     | 1309–1313      | Eiso     |

| Haniji   | 怕尼芝 | 1322–1395 | Haniji |
| Min      | 珉     | 1396–1400 | Haniji |
| Hananchi | 攀安知 | 1401–1416 | Haniji |

| Tamagusuku | 玉城   | 1314–1336 | Eiso                  |
| Seii       | 西威   | 1337–1354 | Eiso                  |
| Satto      | 察度   | 1355–1395 | –                     |
| Bunei      | 武寧   | 1396–1407 | –                     |
| Shō Shishō | 尚思紹 | 1407–1421 | Pierwsza Dynastia Shō |
| Shō Hashi  | 尚巴志 | 1422–1429 | Pierwsza Dynastia Shō |

| Ofusato | 承察度 | 1337–1388 | Ozato |
| Oueishi | 汪英紫 | 1388–1402 | Ozato |
| Ououso  | 汪応祖 | 1402–1413 | Ozato |
| Tafuchi | 達勃期 | 1413–1414 | Ozato |
| Taromai | 他魯毎 | 1415–1429 | Ozato |

| Imię         | Kanji  | Lata panowania | Dynastia              |
| ------------ | ------ | -------------- | --------------------- |
| Shō Hashi    | 尚巴志 | 1429–1439      | Pierwsza Dynastia Shō |
| Shō Chū      | 尚忠   | 1440–1442      | Pierwsza Dynastia Shō |
| Shō Shitatsu | 尚思達 | 1443–1449      | Pierwsza Dynastia Shō |
| Shō Kinpuku  | 尚金福 | 1450–1453      | Pierwsza Dynastia Shō |
| Shō Taikyū   | 尚泰久 | 1454–1460      | Pierwsza Dynastia Shō |
| Shō Toku     | 尚徳   | 1461–1469      | Pierwsza Dynastia Shō |
| Shō En       | 尚円   | 1470–1476      | Druga Dynastia Shō    |
| Shō Sen’i    | 尚宣威 | 1477           | Druga Dynastia Shō    |
| Shō Shin     | 尚真   | 1477–1526      | Druga Dynastia Shō    |
| Shō Sei      | 尚清   | 1527–1555      | Druga Dynastia Shō    |
| Shō Gen      | 尚元   | 1556–1572      | Druga Dynastia Shō    |
| Shō Ei       | 尚永   | 1573–1586      | Druga Dynastia Shō    |
| Shō Nei      | 尚寧   | 1587–1620      | Druga Dynastia Shō    |
| Shō Hō       | 尚豊   | 1621–1640      | Druga Dynastia Shō    |
| Shō Ken      | 尚賢   | 1641–1647      | Druga Dynastia Shō    |
| Shō Shitsu   | 尚質   | 1648–1668      | Druga Dynastia Shō    |
| Shō Tei      | 尚貞   | 1669–1709      | Druga Dynastia Shō    |
| Shō Eki      | 尚益   | 1710–1712      | Druga Dynastia Shō    |
| Shō Kei      | 尚敬   | 1713–1751      | Druga Dynastia Shō    |
| Sai On       | 蔡温   | 1751–1752      | regent                |
| Shō Boku     | 尚穆   | 1752–1795      | Druga Dynastia Shō    |
| Shō On       | 尚温   | 1796–1802      | Druga Dynastia Shō    |
| Shō Sei      | 尚成   | 1803–1804      | Druga Dynastia Shō    |
| Shō Kō       | 尚灝   | 1804–1828      | Druga Dynastia Shō    |
| Shō Iku      | 尚育   | 1829–1847      | Druga Dynastia Shō    |
| Shō Tai      | 尚泰   | 1848–1879      | Druga Dynastia Shō    |